# Pizza margherita
Pizza Margherita er en typisk napolitansk pizza med san marzano tomat,er mozzarella fior di latte, frisk basilikum, salt og ekstra jomfru olivenolie.
En udbredt fortælling lyder: pizzabageren Raffaele Esposito fra Pizzeria Brandi i juni 1890 opfandt "Pizza Margherita" til ære for dronningen af Italien, Margherita af Savoyen, og Italiens samling: ingredienserne er tomat (rød), mozzarella (hvid) og basilikum (grøn), hvilket skulle repræsentere de samme farver som landet flag tricolore.
Det er sandsynligvis en legende, da pizzaer med disse ingredienser også blev fremstillet i Napoli mellem 1796 og 1810.